# Цируль Дмитро Едуардович
Дмитро Едуардович Цируль (2 січня 1979, м. Глазов, СРСР) — український хокеїст, лівий нападник. 
Виступав за «Крила Рад-2» (Москва), «Сокіл» (Київ), «Крила Рад» (Москва), «Кристал» (Саратов), «Барвінок» (Харків), «Торпедо» (Нижній Новгород), «Трактор» (Челябінськ), «Хімік» (Воскресенськ), «Донбас» (Донецьк).
У складі національної збірної України провів 101 матч (28+29); учасник чемпіонатів світу 2002, 2004, 2005, 2007, 2008 (дивізіон I), 2009 (дивізіон I), 2010 (дивізіон I) і 2011 (дивізіон I). У складі молодіжної збірної України учасник чемпіонату Європи 1997 і чемпіонату світу 1999 (група B).
Батько: Едуард Цируль.
Досягнення
- Переможець Універсіади (1999)
- Чемпіон Росії у вищій лізі (2006)
- Чемпіон СЄХЛ (1999)
- Чемпіон України (1999, 2009).